# Crossotelos
Crossotelos annulatus es una especie extinta de lepospóndilo (pertenecientes al grupo Nectridea) que vivió a comienzos del período Pérmico en lo que hoy son los Estados Unidos.